# Tweede Kamerverkiezingen 1986/Kandidatenlijst/PvdA
Dit is de kandidatenlijst voor de Tweede Kamerverkiezingen 1986 van de PvdA.

## De lijst
De lijst verschilde per kieskring, waarbij in enkele kieskringen de lijsten overeenkwamen. Alle lijsten hadden gemeen dat ze werden aangevoerd door partijleider Joop den Uyl, en dat zijn uiteindelijke opvolger Wim Kok er ook op stond.
- vet: verkozen
- schuin: voorkeurdrempel overschreden

### 's-Hertogenbosch
1. Joop den Uyl[1] - 173.043 stemmen[2]
2. Bram Stemerdink - 2.972[3]
3. Joop Worrell - 404[4]
4. Ina Müller-van Ast - 2.906[5]
5. Dick de Cloe - 499[4]
6. Owen Venloo - 157[6]
7. Jan Jetten - 232[4]
8. Piet Zelissen - 325
9. Jan Achttienribbe-Buijs - 669
10. Frits Castricum[7] - 165[5]
11. Frits Niessen[7] - 95[5]
12. José Hageman[8] - 274[9]
13. Arnold van den Wollenberg - 238
14. Wil van der Weide - 286
15. Elske ter Veld[10] - 697[6]
16. Aad Kosto[11] - 89[4]
17. Dirk Dolman[12] - 427[13]
18. Klaas de Vries[12] - 54[9]
19. Ad Melkert[14] - 16[15]
20. Margo Vliegenthart[8] - 67[16]
21. Jan van Bergen - 48[4]
22. Willemien Ruygrok - 95[16]
23. Greet van Dam-van der Molen - 202
24. P.E. Leistra - 156
25. F.M.J. Broekmans - 157
26. Rita Barto-van Wijngaarden - 41[4]
27. J.J.A.M. Korthout - 25
28. Arie van der Hek[12] - 28[17]
29. Hans Kombrink[18] - 100[5]
30. Wim Kok[19] - 31.129[2]

### Tilburg
1. Joop den Uyl[1] - 142.361 stemmen[2]
2. Frits Castricum - 1.507[5]
3. Frits Niessen - 647[5]
4. Josephine Verspaget - 2.579
5. Willemien Ruygrok - 421[16]
6. Peter van der Velden - 705
7. Ad Melkert[14] - 63[15]
8. Jan van Bergen - 696[4]
9. Owen Venloo - 97[6]
10. Koos Dreef - 48
11. Henk Hellegers - 262
12. Rita Barto-van Wijngaarden - 234[4]
13. Bram Stemerdink[20] - 100[3]
14. Joop Worrell[20] - 20[4]
15. Ina Müller-van Ast[20] - 146[5]
16. Dick de Cloe[20] - 40[4]
17. Jan Jetten - 24[4]
18. Johan Chandoe - 65[17]
19. Pierre de Jong - 156
20. Koos van de Wetering - 97
21. Leo Gerrichhauzen - 53
22. Greet Ermen - 251
23. Rein Welschen - 295
24. Kees Leijten - 174
25. Anton van Loon - 46
26. Jan Loonen - 81
27. Lien van Dongen-Baelemans - 119
28. Wim Witjes - 42
29. Elske ter Veld[10] - 397[6]
30. Wim Kok[19] - 22.563[2]

### Arnhem, Nijmegen, Lelystad
1. Joop den Uyl[1] - 300.195 stemmen[2]
2. Hans Alders - 4.279[5]
3. Rie de Boois - 3.935
4. Eveline Herfkens - 5.534[16]
5. Rob Tazelaar - 433[5]
6. Frans Leijnse - 363[5]
7. Maarten van Traa - 259[15]
8. Ad Melkert - 166[15]
9. Margo Vliegenthart[8] - 633[16]
10. Wim Kok[19] - 69.909[2]
11. Ien Dales[12] - 1.871[13]
12. Jan Pronk[21] - 628[22]
13. Tom Doesburg - 90
14. Jaap Jelle Feenstra[8] - 67[4]
15. Owen Venloo - 153[6]
16. Willemien Ruygrok - 546[16]
17. Martin van Meurs - 576
18. Herbert Wensink - 130
19. Marlies Coomans - 233[4]
20. Wouter Ruifrok - 134
21. Jan Berens - 322
22. Ton Ebben - 191
23. Henk Bielderman - 170
24. Ton Jansen - 74
25. Simon van de Pol - 94
26. Engeline Nas-Wernink - 390
27. Jacques Jansen - 104
28. Sijmen Versluijs - 52
29. Jan Swart - 79
30. Jan Schaefer[19] - 744[5]

### Rotterdam
1. Joop den Uyl[1] - 128.609 stemmen[2]
2. Hans Kombrink - 2.857[5]
3. Frans Moor - 323
4. Piet de Visser - 471
5. Ruud van Middelkoop - 420
6. Peter van Heemst - 276
7. Marie-José Grotenhuis - 1.755[5]
8. Cees van Wijk - 251
9. Wim van der Have - 496
10. Simon Vroonhof - 174
11. Hans van der Vlist - 74[5]
12. Ad Melkert[14] - 41[15]
13. Len Edzes-van Loon - 136
14. Arend Hilhorst - 19[4]
15. Peter Patijn - 185
16. Maarten van Traa[14] - 27[15]
17. Lenie van Rijn-Vellekoop - 225[4]
18. Chris van der Schoot - 19[4]
19. Margo Vliegenthart[8] - 204[16]
20. Henk Veldhoen[12] - 37[4]
21. Manuel Kneepkens - 183
22. Owen Venloo - 156[6]
23. Elske ter Veld[10] - 638[6]
24. Arie van der Hek[12] - 63[17]
25. Wijnie Jabaaij[12] - 103[3]
26. Jan Pronk[21] - 144[22]
27. Ien Dales[12] - 484[13]
28. Dirk Dolman[12] - 200[13]
29. Bram Stemerdink[20] - 36[3]
30. Wim Kok[19] - 25.389[2]

### 's-Gravenhage
1. Joop den Uyl[1] - 67.702 stemmen[2]
2. Stan Poppe - 864[3]
3. Gerrit Jan van Otterloo[8] - 672
4. Lenie Kootstra - 1.083
5. Wim Kok[19] - 20.950[2]
6. Jan Pronk[21] - 283[22]
7. Elske ter Veld[10] - 1.033[6]
8. Maarten van Traa[14] - 37[15]
9. Eveline Herfkens[14] - 289[16]
10. Nelly Kukler - 77
11. Johan Chandoe - 1.735[17]
12. Jan Greep - 38
13. Jeltje van Nieuwenhoven[19] - 58[3]
14. Dick Kalk - 75
15. Wim Meijer[23] - 41[17]
16. Tineke Dekkinga - 146[4]
17. Willemien Ruygrok - 93[16]
18. Klaas de Vries[12] - 22[9]
19. Margo Vliegenthart[8] - 164[16]
20. Ineke Haas-Berger[24] - 46[9]
21. Hans Alders[14] - 11[5]
22. Henk Knol[25] - 16[4]
23. Arie van der Hek[12] - 35[17]
24. Marie-José Grotenhuis - 141[5]
25. Frans Leijnse[14] - 11[5]
26. Jaap Huurman - 43
27. Kees Zijlstra[26] - 18[17]
28. Hans van der Vlist - 11[5]
29. Jan Schaefer[19] - 62[5]
30. Dirk Dolman[12] - 322[13]

### Leiden, Dordrecht
1. Joop den Uyl[1] - 295.096 stemmen[2]
2. Dirk Dolman - 7.425[13]
3. Arie van der Hek - 1.298[17]
4. Ien Dales - 5.529[13]
5. Klaas de Vries - 543[9]
6. Willem Vermeend - 358[5]
7. Henk Veldhoen - 328[4]
8. Wijnie Jabaaij - 2.020[3]
9. Lenie van Rijn-Vellekoop[8] - 1.447[4]
10. Hans van der Vlist - 484[5]
11. José Hageman[8] - 766[9]
12. Elske ter Veld[10] - 3.019[6]
13. Koos van der Vaart[8] - 84
14. Inge Visser-Drost - 425
15. Jaap Sala - 300
16. Willem Sloots - 134[4]
17. Jan Dirven - 91
18. Tineke Dekkinga - 417[4]
19. Arend Ketting - 340
20. Marlies Coomans - 446[4]
21. John Ranshuijsen - 214
22. Jan Arie Scholten - 236
23. Leen Hoffman - 148
24. Miep van Schijndel-Brosens - 226
25. Jan Berkouwer - 84
26. Aris Maat - 62
27. Johan van Workum - 43
28. Johan Chandoe - 521[17]
29. André van der Louw - 3.086
30. Wim Kok[19] - 73.293[2]

### Amsterdam
1. Joop den Uyl[1] - 111.494 stemmen[2]
2. Wim Kok - 55.504[2]
3. Jan Schaefer - 2.637[5]
4. Jeltje van Nieuwenhoven - 4.247[3]
5. Jules de Waart - 233
6. Nora Salomons - 4.068[5]
7. Maarten van Traa[14] - 328[15]
8. Wim Sinnige - 163
9. Owen Venloo - 1.219[6]
10. Rob van Gijzel - 85
11. Jan Pronk[21] - 579[22]
12. Joke Kniesmeyer - 972[4]
13. Eveline Herfkens[14] - 886[16]
14. Margo Vliegenthart[8] - 137[16]
15. Arend Hilhorst - 52[4]
16. Elske ter Veld[10] - 1.374[6]
17. Willemien Ruygrok - 360[16]
18. Hein Roethof[10] - 295[4]
19. Peter Kramer - 43
20. Frans Leijnse[14] - 27[5]
21. Johan Chandoe - 284[17]
22. Irene Sandel - 87
23. Jacques Wallage[24] - 43[3]
24. Marie-José Grotenhuis - 140[5]
25. Henk Vos[11] - 38[5]
26. Kees Zijlstra[26] - 33[17]
27. Coos Huijsen - 72[5]
28. Wim Meijer[23] - 30[17]
29. Ad Melkert[14] - 15[15]
30. Stan Poppe[27] - 132[3]

### Den Helder
1. Joop den Uyl[1] - 115.454 stemmen[2]
2. Aad Kosto - 1.758[4]
3. Henk Vos - 676[5]
4. Willie Swildens-Rozendaal - 2.235
5. Owen Venloo - 280[6]
6. Gerrit Valk - 313
7. Piet Dankert - 525[4]
8. Hans Oskamp - 267
9. Marijke Langendijk-van der Laan - 966
10. Margreeth de Boer - 613
11. Ineke Ketelaar - 306
12. Dirk Dekker - 182
13. Wim Kok[19] - 38.475[2]
14. Dirk Dolman[12] - 378[13]
15. Eveline Herfkens[14] - 373[16]
16. Wijnie Jabaaij[12] - 78[3]
17. Bram Stemerdink[20] - 40[3]
18. Elske ter Veld[10] - 691[6]
19. Rienk Spiekstra - 60
20. Jan van Eeden - 144
21. Cees Bijl - 215
22. Ben Schrieken - 104
23. Chrisla Posthuma-de Bruin - 152
24. Jan Postma - 62
25. Pieter de Vries - 43
26. Tom Stom - 166
27. Daan Sanders - 31
28. Dirk Oden - 40
29. Enno Neef - 69
30. Ronald Gase - 139

### Haarlem
1. Joop den Uyl[1] - 105.348 stemmen[2]
2. Piet Stoffelen - 1.065
3. Harry van den Bergh - 1.487
4. Tineke Netelenbos-Koomen[8] - 3.381
5. Margo Vliegenthart[8] - 460[16]
6. Jan Wensveen - 368
7. Wobbie Plemper-Veltman - 288
8. Coos Huijsen - 71[5]
9. Ineke Wind-van der Storm - 376
10. Owen Venloo - 491[6]
11. Joke Kniesmeyer - 316[4]
12. Jan Haverkort - 200
13. Willemien Ruygrok - 171[16]
14. Douwe van Dam - 299
15. Annelies Biesma-Schouten - 248
16. Loes van Marle - 228
17. Auke Douma - 138
18. Nora Salomons - 329[5]
19. Jeltje van Nieuwenhoven[19] - 106[3]
20. Dirk Dolman[12] - 292[13]
21. Elske ter Veld[10] - 675[6]
22. Maarten van Traa[14] - 42[15]
23. Jan Pronk[21] - 176[22]
24. Jacques Wallage[24] - 67[3]
25. Henk Vos[11] - 45[5]
26. Ien Dales[12] - 476[13]
27. Eveline Herfkens[14] - 158[16]
28. Klaas de Vries[12] - 38[9]
29. Wim Meijer[23] - 54[17]
30. Wim Kok[19] - 30.503[2]

### Middelburg
1. Joop den Uyl - 49.186 stemmen[2]
2. John Lilipaly[28] - 1.841
3. Greet de Vries-Hommes - 869
4. Wim Kok[19] - 13.170[2]
5. Wim Meijer[23] - 83[17]
6. Lisette de Wijn - 254
7. Dirk Dolman[12] - 127[13]
8. Hans van Dam - 170
9. Ien Dales[12] - 142[13]
10. Willem Sloots - 90[4]
11. Jan Pronk[21] - 33[22]
12. Gerrit Schoenmakers - 90
13. Frits Castricum[7] - 15[5]
14. Piet Hamelink - 36
15. Stan Poppe[27] - 9[3]
16. Eveline Herfkens[14] - 55[16]
17. Hans Kombrink[18] - 19[5]
18. Jo Korstanje - 71
19. Wijnie Jabaaij[12] - 14[3]
20. Jeltje van Nieuwenhoven[19] - 16[3]
21. Arie van der Hek[12] - 21[17]
22. Kees Zijlstra[26] - 14[17]
23. Frits Niessen[7] - 3[5]
24. Margo Vliegenthart[8] - 7[16]
25. Ineke Haas-Berger[24] - 12[9]
26. Bram Stemerdink[20] - 6[3]
27. Willem Vermeend[12] - 2[5]
28. Hans Alders[14] - 2[5]
29. Ina Müller-van Ast[20] - 21[5]
30. Rob Tazelaar[14] - 17[5]

### Utrecht
1. Joop den Uyl[1] - 113.249 stemmen[2]
2. Elske ter Veld - 8.924[6]
3. Hein Roethof - 1.401[4]
4. Wim van Gelder - 323
5. Johan van Minnen - 245
6. José Hageman[8] - 479[9]
7. Margo Vliegenthart[8] - 498[16]
8. Owen Venloo - 212[6]
9. Arriën Kruyt - 183
10. James van Lidth de Jeude - 340
11. Thea Sikkema-Poortenaar - 250
12. Fons Asselbergs - 239
13. Jaap Jelle Feenstra[8] - 82[4]
14. Ien Dales[12] - 1.065[13]
15. Aad Burger - 65
16. Peter Rombouts - 149
17. Wijnie Jabaaij[12] - 128[3]
18. Piet Nelissen - 51
19. Nelleke Wuurman - 271
20. Gert Geitenbeek - 95
21. Coos Huijsen - 10[5]
22. Kees Rozendaal - 40
23. Willemien Ruygrok - 152[16]
24. Chris van der Schoot - 39[4]
25. Okker Mellegers - 23
26. Klaas Hitman - 33
27. Nora Salomons - 252[5]
28. Wim Hart - 43
29. Wil Velders-Vlasblom - 241
30. Wim Kok[19] - 31.053[2]

### Leeuwarden
1. Joop den Uyl[1] - 117.512 stemmen[2]
2. Kees Zijlstra - 2.419[17]
3. Wilfried de Pree - 850
4. Joop van den Berg[28][8] - 906
5. Annet van der Hoek - 2.601
6. Frans Steijvers - 192
7. Cita Brandsma - 308
8. Harm de Vos - 209
9. Rita Claassen-van Gelder - 460
10. Wietze de Haan - 146
11. Annie Betten-Breg - 130
12. Freerk Dijkhuizen - 46
13. Esther Roosen - 266
14. Alger Algra - 54
15. Hannie Bruinsma-Kleijwegt - 140
16. Tine Douma-Foppema - 56
17. Trudi Dorreboom-Rosenboom - 53
18. Antje Schuster-Roemers - 59
19. René Koster - 44
20. Hans Oele - 47
21. Truus Quellhorst - 73
22. Margo Vliegenthart[8] - 34[16]
23. Johan Chandoe - 36[17]
24. Piet Dankert - 75[4]
25. Eveline Herfkens[14] - 98[16]
26. Jeltje van Nieuwenhoven[19] - 67[3]
27. Jan Pronk[21] - 89[22]
28. Rob Tazelaar[14] - 15[5]
29. Jacques Wallage[24] - 79[3]
30. Wim Kok[19] - 27.708[2]

### Zwolle
1. Joop den Uyl[1] - 155.985 stemmen[2]
2. Wim Meijer - 3.087[17]
3. Flip Buurmeijer - 1.373[4]
4. Hessel Rienks - 402
5. Gaston Sporre - 232
6. Jan Lonink[8] - 504
7. Ineke Markerink-van der Wel - 2.314
8. Owen Venloo - 86[6]
9. Jan Kristen - 138
10. Marian ter Velde-Willighagen - 644
11. Ruud Zuidhoek - 224
12. Lammert Halfwerk - 208
13. Peter de Noord - 117
14. Marjolein Rom - 297
15. Bernard Duimel - 138
16. Anneke van Ophen-Dieker - 92
17. Eveline Herfkens[14] - 293[16]
18. Jan Pronk[21] - 208[22]
19. Jan Altena - 214
20. Margriet Meindertsma - 296
21. Ad Melkert[14] - 16[15]
22. Seef Moester - 116
23. Dick van der Molen - 58
24. Hanny de Ruiter-Flore - 310
25. Willemien Ruygrok - 191[16]
26. Wim Kok[19] - 33.966[2]

### Groningen
1. Joop den Uyl[1] - 121.849 stemmen[2]
2. Ineke Haas-Berger - 6.043[9]
3. Jacques Wallage - 787[3]
4. Bonno Spieker - 593
5. Wim Kok[19] - 39.903[2]
6. Bert Smidt - 480
7. Rein Zunderdorp - 541
8. Gerard Beukema - 271
9. Arine Brusse-de Willigen - 319
10. Leo van Buiten - 246
11. Wim Meijer[23] - 89[17]
12. Ad Melkert[14] - 16[15]
13. Owen Venloo - 98[6]
14. Elske ter Veld[10] - 1.040[6]
15. Maarten van Traa[14] - 45[15]
16. Herman Vos - 93
17. Gerda Bosma - 506
18. Cees Bolle - 59
19. Marten Zijlstra - 65
20. Wim Cornelis - 74
21. Henk Stuut - 110
22. Ed van Eijbergen - 85
23. Chris Arlman - 43
24. Jan Scheltens - 149
25. Klaas van der Tuin - 39
26. Ien Dales[12] - 317[13]
27. Kees Zijlstra[26] - 32[17]
28. Stan Poppe[27] - 10[3]
29. Jan Pronk[21] - 154[22]
30. Dirk Dolman[12] - 228[13]

### Assen
1. Joop den Uyl[1] - 89.735 stemmen[2]
2. Relus ter Beek - 2.348
3. Henk Knol - 1.216[4]
4. Tineke Witteveen-Hevinga - 1.971
5. Klaas de Vries[12] - 316[9]
6. Piet Knollema - 272
7. Wim Kok[19] - 27.596[2]
8. Maarten van Traa[14] - 44[15]
9. Willemien Ruygrok - 123[16]
10. Owen Venloo - 38[6]
11. Cees Verspuij - 93
12. Ineke Haas-Berger[24] - 185[9]
13. Dineke van As-Kleijwegt - 273
14. Aaldrik Eshuis - 60
15. Carry Abbenhües - 206
16. Lies van Urk - 343
17. Arie van der Hek[12] - 17[17]
18. Gezienes Evenhuis - 191
19. Jacques Wallage[24] - 31[3]
20. Henk Weggemans - 84
21. Stan Poppe[27] - 9[3]
22. Ien Dales[12] - 139[13]
23. Willem Duiven - 22
24. Henk-Jan Grobbe - 52
25. Eveline Herfkens[14] - 47[16]
26. Kees Zijlstra[26] - 16[17]
27. Elske ter Veld[10] - 192[6]
28. Willem Vermeend[12] - 7[5]
29. Johan Chandoe - 18[17]
30. Flip Buurmeijer[23] - 49[4]

### Maastricht
1. Joop den Uyl[1] - 168.913 stemmen[2]
2. Thijs Wöltgens - 7.956
3. Rein Hummel - 2.932
4. Servaes Huys - 1.421
5. Jan Pronk - 622[22]
6. Eisso Woltjer - 518
7. Jan Reerink - 770
8. Henk Opsteegh - 555
9. Gé Schaapman - 700
10. René van Druenen - 247
11. Marianne Ruigrok-Verreijt - 2.052
12. Raymond Leenders - 600
13. Johan Vriesema - 1.259
14. Jan Bonten - 864
15. Jacques Bennis - 494
16. Wil Paes - 607
17. Odile Wolfs - 347
18. Noud van der Zee - 454
19. John van Dijk - 661
20. Sjraar Cox - 667
21. Eef Kogeldans-Pinas - 284
22. André Coumans - 636
23. Jessie Koene-Pijpers - 313
24. Jean Eyssen - 523
25. Anis Haidar-Ahmad - 167
26. Wilma Brinkhuis-Adriaans - 563
27. Mia Ebbelink-Eikenboom - 703
28. Henk Riem - 235
29. Nic Tummers - 403
30. Wim Kok[19] - 32.891[2]

PvdA · CDA · VVD · D66 · PSP · SGP · CPN · PPR · RPF · GPV · EVP · AR'85 · Centrumdemocraten · Federatieve Groenen · VCN · Centrumpartij · PGI · SP · Partij voor Ambtenaren en Trendvolgers · Lijst 19 (kieskring 9) · God Met Ons · Partij voor de Middengroepen · Loesje · Humanistische Partij · SAP · Partij Algemeen Belang · Lijst 27
1946 · 1948 · 1952 · 1956 · 1959 · 1963 · 1967 · 1971 · 1972 · 1977 · 1981 · 1982 · 1986 · 1989 · 1994 · 1998 · 2002 · 2003 · 2006 · 2010 · 2012 · 2017 · 
2021 · 2023